# Radu Varia
Radu Varia (21 de mayo de 1940) es un crítico de arte e historiador de arte rumano.

## Biografía
Nacido en Iaşi, Varia es licenciado por la Universidad de Bucarest y un doctor en Historia del Arte y la Civilización por la Universidad de París. Amigo de Salvador Dalí, ambos colaboraron en la preparación de la apertura del Teatro y Museo Dalí en Figueras en 1974. Dalí también dedicó un poema en 1972 a Varia, que despertó el interés del pintor por la lengua y la cultura rumanas. También ha ayudado a montar todas las exposiciones importantes de la obra de Horia Damian desde principios de los años setenta. Entre ellas se han realizado exposiciones en el Museo Solomon R. Guggenheim de Ciudad de Nueva York, el Musée Nacional d'Arte Moderne (Centro Pompidou) y el Grand Palais deParís, el Museo de Arte Moderno en Río de Janeiro, Documenta IX en Kassel, el Venice Biennale, el São Paulo Art Bienal o el Mogoşoaia Palacio. La última, que tuvo lugar en 2009, reunió por primera vez la obra de Damián de 1930 a 1946. Además, ha estudiado a fondo las obras de Constantin Brâncuși, escribiendo ensayos y libros sobre el tema, en particular el  Brâncuși  de 1986 que apareció primero en los Estados Unidos, después en Francia y Japón. Varia ha dado numerosas conferencias desde el decenio de 1970, entre ellas una tutoría vespertina impartida por Marshall McLuhan en la Universidad de Toronto; en la Universidad de Waseda de Tokio; en el Museo de las Culturas del Mundo de Frankfurt; en la Academia Rumana de Bucarest, en la Real Academia Escocesa de Edimburgo y en la Universidad de Shenzhen en China. Está casado con la soprano Mariana Nicolesco.

## Honores
En 2012 es elegido Miembro Honorario de la Real Academia Escocesa.En 2011, el presidente de Rumania le concedió la Orden del Mérito Cultural y recibió la Medalla de Plata de la Real Academia Escocesa de Edimburgo. También es Caballero de la Legión de Honor (2000) y, desde 2005, Comandante de la Orden de la Estrella de la Solidaridad Italiana. En 2015 se le concedió el Premio de la Academia Internacional Mihai Eminescu. En 2018 fue elegido doctor honoris causa de la Academia de Artes de Chisináu. En 2018 también fue elegido Miembro de la Academia Europea de Ciencias, Artes y Letras en París y Miembro de la Academia Scientiarum et Artium Europaea en Salzburgo.

## Trabajos
En Constantin Brâncuși:
- Brâncuși. Rizzoli, Nueva York, 1986; Gallimard, París, 1989; Nuevo Arte Seibu, Tokio, 1993
- Brâncuși. Un Stone, Ser. Introducción a la exposición Seis obras maestras de los museos rumanos, Gagosian, Nueva York, 1990
- Gânduri la Masa Tăcerii. Cuvânt despre Constantin Brâncuși (Pensamientos en la Mesa del Silencio). Conferencia en la Academia Rumana publicada en Academica, Bucarest 1992
- Brâncuși en su universo: Maurice III, séducteur, photographe, sculpteur (Maurice III, seductor, fotógrafo, escultor) en Brâncuși, fotografías, Hopkins-Custot, París, 2003
- Brâncuși, fotógrafo de sus propios trabajos. Conferencia en el Museo de las Culturas del Mundo, Frankfurt 2009
- Brâncuși: Una Gran Experiencia Espiritual. Conferencia en la Real Academia Escocesa , Edimburgo, 2011
- Brâncuși. Ansamblul Monumental de la Târgu Jiu în perspectivă istorică. (El Conjunto Monumental de Târgu Jiu en una perspectiva histórica), FICB, Bucarest, 2001
- Brâncuși. Originale, copii, falsuri (Originales, copias, falsificaciones), documento firmado por otros 42  historiadores de arte, directores de museos y artistas), FICB, Bucarest, 2001
- Brâncuși fotograf (Brâncuși Fotógrafo), FICB, Bucarest, 2001
- Brâncuși în América (Brâncuși en América), FICB, Bucarest, 2001. Publicado por primera vez Revista Româno-Americană

En Salvador Dalí:
- Salvador Dalí, Împăratul Traian şi România (Salvador Dalí, el Emperador Trajano y Rumanía). Conferencia en la Academia Rumana, Bucarest, 2011

En Horia Damian:
- Damián. Introducción a la exposición Les construcciones de Damian (las Construcciones de Damián), Musée d'Arte Moderne, París, 1972
- Damián. En la catálogo Galaxia, Stadt Aachen Neue Galerie, Aachen, 1974
- Damián y el Infinito Actual, introducción a la exposición La Colina, Museo Solomon R. Guggenheim, Nueva York, 1976
- De l'Instrucción des formes estrenos (Sobre las Formas Primarias) en el volumen Les symboles du lieu. L'habitation de l'homme (Símbolos de lugar. Habitación del Hombre), L'Herne, París, 1983
- Metafísica y Monumentalidad. Introducción a la exposición de Damián en la Documenta IX de Kassel. Rizzoli, 1992
- Uno debe ser absolutamente moderno, dijo Rimbaud, incluso en su época. Introducción al catálogo de Damián, XLV Bienal de Venecia, Rizzoli, 1993
- Entrer dans l'Invisible (Entrando en lo Invisible). Introducción a la exposición Horia Damian, Galería Karsten Greve, París, 2002
- Horia Damian, un mare solitar al secolului 20 (Un gran solitario del siglo XX). Los años 1930-1946. FICB, Bucarest (Mogoşoaia Palacio), 2009
- Horia Damian - 96. Galería Alexandra, Bucarest, 2018